# 九宜駅
九宜駅（クイえき）は、大韓民国ソウル特別市広津区九宜1洞にあるソウル交通公社2号線の駅。駅番号は (213)。広津区庁という副駅名がある。

## 駅構造

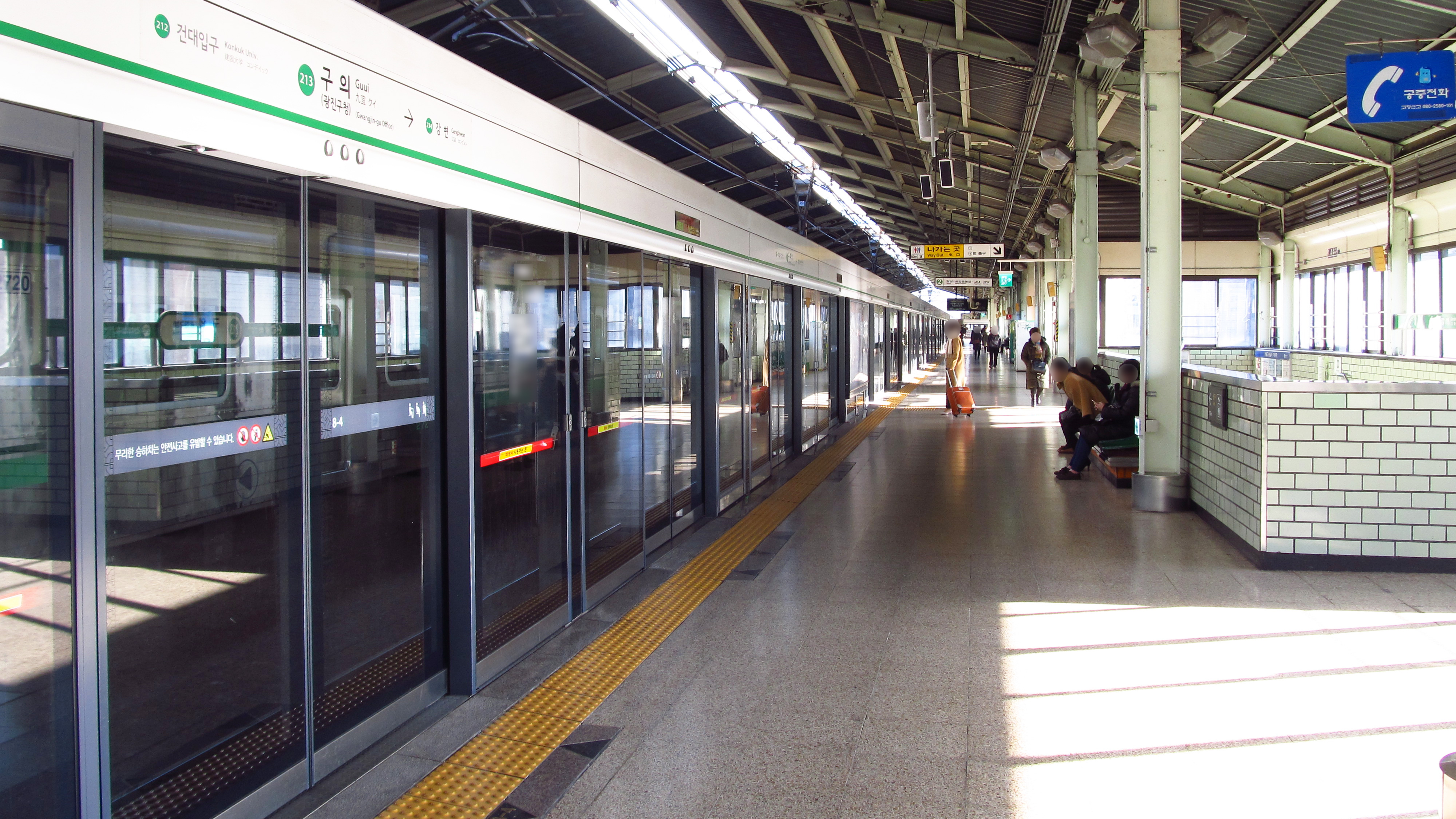
ホーム（2018年11月22日）

相対式ホーム2面2線を有する高架駅で、フルスクリーンタイプのホームドアが設置されている。
改札口は2ヶ所あるが、両方とも内回り・外回りホーム別々に設置されており、改札内でのホーム間の移動はできない。化粧室は改札外にある。
エレベーター完備。出入口は1番から4番までの計4ヶ所ある。

### のりば
- 案内上ののりば番号は設定されていない。

| 内回り | 2号線 | 蚕室・総合運動場・宣陵・江南方面      |
| 外回り | 2号線 | 建大入口・聖水・往十里・乙支路3街方面 |

## 利用状況
近年の一日平均利用人員推移は下記のとおり。
| 路線  | 路線     | 2000年 | 2001年 | 2002年 | 2003年 | 2004年 | 2005年 | 2006年 | 2007年 | 2008年 | 2009年 | 出典  |
| ----- | -------- | ------ | ------ | ------ | ------ | ------ | ------ | ------ | ------ | ------ | ------ | ----- |
| 2号線 | 乗車人員 | 27,118 | 27,624 | 27,472 | 27,060 | 26,685 | 25,394 | 25,340 | 24,941 | 24,847 | 25,007 | [ 1 ] |
| 2号線 | 降車人員 | 26,589 | 26,908 | 26,830 | 26,547 | 25,859 | 24,592 | 24,662 | 24,227 | 24,814 | 24,631 | [ 1 ] |
| 2号線 | 乗降人員 | 53,707 | 54,532 | 54,303 | 53,608 | 52,544 | 49,986 | 50,002 | 49,169 | 49,661 | 49,639 | [ 1 ] |
| 路線  | 路線     | 2010年 | 2011年 | 2012年 | 2013年 | 2014年 | 2015年 |        |        |        |        | [ 1 ] |
| 2号線 | 乗車人員 | 24,649 | 24,773 | 24,429 | 24,291 | 24,276 | 24,345 |        |        |        |        | [ 1 ] |
| 2号線 | 降車人員 | 24,403 | 24,446 | 24,056 | 23,826 | 23,793 | 23,829 |        |        |        |        | [ 1 ] |
| 2号線 | 乗降人員 | 49,052 | 49,219 | 48,485 | 48,116 | 48,068 | 48,174 |        |        |        |        | [ 1 ] |

## 駅周辺
- 広津区庁
- ソウル広津郵便局
- 東ソウル郵便集中局
- KT広津支社
- 情報通信部調達事務所
- 東国大学校師範大学付属女子高等学校
- 建大付属中学校・高等学校
- 国民健康保険公団広津支社
- 柴陽1洞住民センター

## 歴史
- 1980年10月31日 - 開業。
- 2016年5月28日 - 同駅初の死亡事故が発生。通称、九宜駅ホームドア死亡事故（朝鮮語: 구의역 스크린도어 사망 사고）。

### 九宜駅ホームドア死亡事故
2016年5月28日午後5時57分頃、ホームドア整備会社の非正規従業員男性（19歳）が、ホームドアの線路側のセンサーを修理中に、進入してきた列車とホームドアの間に挟まれ死亡した。前年8月に江南駅で同様の死亡事故が起きた際に定められた安全マニュアル（二人一組で作業。運行中の立ち入り禁止。作業の実施を駅側に報告するなど）が遵守されなかったことや、責任を全て被害者に被せようとしたことなどソウルメトロの安全を軽視する体質が問題視された。また、下請け業者の劣悪な労働環境が発覚し社会問題となった。この事故で列車の運行が約26分間停止された。

## 隣の駅
ソウル交通公社
 2号線
建大入口駅 (212) - 九宜駅 (213) - 江辺駅 (214)